# بوتش والتز
بوتش والتز (بالإنجليزية: Butch Walts) مواليد 4 يونيو 1955 في موديستو، هو لاعب كرة مضرب أمريكي سابق بدأ مسيرته كمحترف سنة 1975 وكان يلعب باليد اليمنى، اعتزل اللعب في 1984. أعلى تصنيف له في الفردي كان المركز الـ 32 في سنة 1979. أعلى تصنيف له في الزوجي كان المركز الـ 23 في سنة 1984.

## النهائيات
| الحصيلة | الرقم | التاريخ | البطولة                         | الأرضية | المنافس في النهائي | النتيجة في النهائي |
| ------- | ----- | ------- | ------------------------------- | ------- | ------------------ | ------------------ |
| الفوز   | 1.    | 1976    | بوكا راتون، الولايات المتحدة    | صلبة    | كليف ريتشي         | 3–6, 6–4, 6–4      |
| الفوز   | 2.    | 1977    | سان فرانسيسكو، الولايات المتحدة | سجاد    | براين غوتفريد      | 4–6, 6–3, 7–5      |
| الفوز   | 3.    | 1979    | دايتون، الولايات المتحدة        | سجاد    | مارتي رسن          | 6–3, 6–4           |
| الفوز   | 4.    | 1979    | بولونيا، إيطاليا                | سجاد    | جياني أوكليبو      | 6–3, 6–2           |
| الوصافة | 1.    | 1983    | فيرارا، إيطاليا                 | سجاد    | توماس هوجستدت      | 4–6, 4–6           |

## روابط خارجية
- بوتش والتز على موقع رابطة محترفي التنس (الإنجليزية)
- بوتش والتز على موقع الاتحاد الدولي لكرة المضرب (الإنجليزية)
- بوتش والتز على موقع خلاصة التنس.كوم (الإنجليزية)